# Chương trình không gian của Philippines

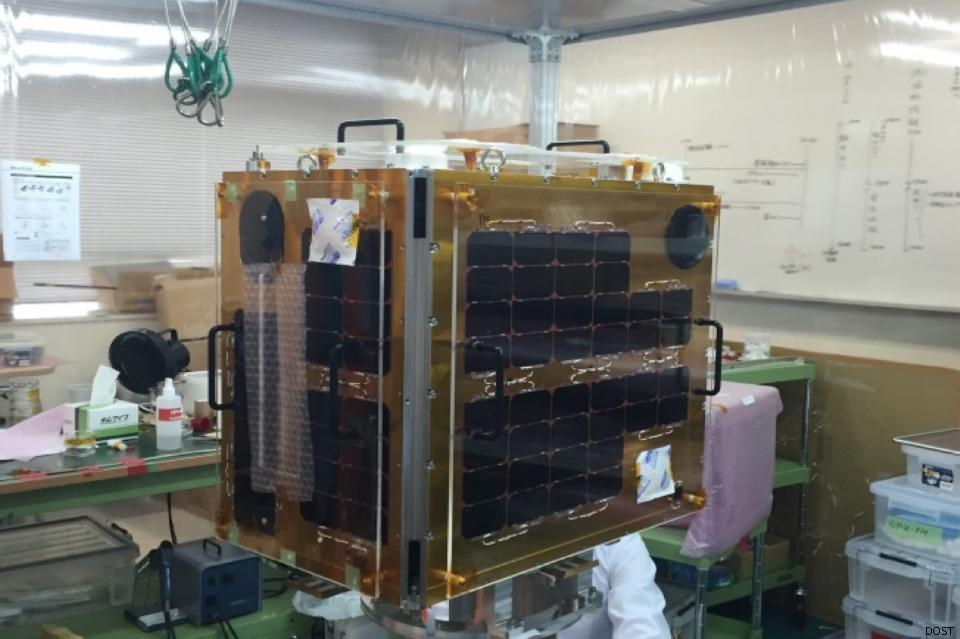
Vệ tinh Diwata-1

Chương trình không gian của Philippines được phân cấp và được duy trì bởi nhiều cơ quan khác nhau của Bộ Khoa học và Công nghệ (DOST). Không có cơ quan không gian chuyên dụng để giám sát chương trình không gian của đất nước và được DOST tài trợ thông qua Chương trình phát triển không gian quốc gia. Những sáng kiến ban đầu của Philippines trong công nghệ vũ trụ đã được dẫn dắt bởi các công ty tư nhân mặc dù trong những năm gần đây, chính phủ đã đóng một vai trò tích cực hơn.
Philippines đã tham gia vào công nghệ vũ trụ từ những năm 1960, khi chính phủ xây dựng trạm tiếp nhận vệ tinh Trái đất bởi chính quyền của Tổng thống khi đó là Ferdinand Marcos. Cũng trong giai đoạn sau của giai đoạn này, một công ty tư nhân Philippines đã mua vệ tinh đầu tiên của đất nước, Agila-1, được phóng lên như một vệ tinh của Indonesia. Vào những năm 1990, Mabuhay đã đưa Agila 2 lên vũ trụ từ đất Trung Quốc.
Vào những năm 2010, chính phủ Philippines đã hợp tác với Đại học Tohoku và Hokkaido của Nhật Bản để phóng vệ tinh đầu tiên được người Philippines thiết kế, Diwata-1. Diwata-1 là một vệ tinh rất nhỏ. Chính phủ đã có thể phát triển và gửi thêm hai vệ tinh quy mô nhỏ là Diwata-2 và Maya-1. Một cơ quan không gian tập trung đã được đề xuất trong cơ quan lập pháp để giải quyết vấn đề tài trợ và quản lý mà chương trình không gian của đất nước này phải đối mặt.

## Cơ quan

Các cơ quan thuộc Bộ Khoa học và Công nghệ quản lý chương trình không gian của Philippines.

Chương trình không gian Philippines có hai thách thức chính; không đủ kinh phí và thiếu một cơ quan tập trung để quản lý chương trình không gian.
Trong trường hợp không có cơ quan vũ trụ chính thức, Bộ Khoa học và Công nghệ (DOST) tài trợ cho Chương trình Phát triển Không gian Quốc gia để thiết lập nền tảng của một cơ quan vũ trụ trong tương lai. Một số cơ quan chính phủ thuộc Sở KHCN hiện duy trì chương trình không gian của nước này là những phần sau: khí quyển Philippine, địa vật lý và thiên văn Sở Địa chính (Pagasa), các bản đồ quốc gia và Thông tin tài nguyên Authority (NAMRIA), và giảm rủi ro thiên tai quốc gia và Hội đồng Quản trị (NDRRMC)  DOST và Đài thiên văn Manila đã xây dựng kế hoạch tổng thể 10 năm vào năm 2012 để biến Philippines thành một "quốc gia có khả năng không gian" vào năm 2022.